# Ірвінгтон (Іллінойс)
Ірвінгтон (англ. Irvington) — селище (англ. village) в США, в окрузі Вашингтон штату Іллінойс. Населення — 581 особа (2020).

## Географія
Ірвінгтон розташований за координатами 38°26′18″ пн. ш. 89°9′37″ зх. д. / 38.43833° пн. ш. 89.16028° зх. д. (38.438393, -89.160268).  За даними Бюро перепису населення США в 2010 році селище мало площу 2,68 км², з яких 2,67 км² — суходіл та 0,02 км² — водойми.

## Демографія
Згідно з переписом 2010 року, у селищі мешкало 659 осіб у 269 домогосподарствах у складі 191 родини. Густота населення становила 246 осіб/км².  Було 305 помешкань (114/км²).
Расовий склад населення:
| - 95,3 % — білих - 2,6 % — чорних або афроамериканців - 0,6 % — азіатів |

До двох чи більше рас належало 1,1 %. Частка іспаномовних становила 1,4 % від усіх жителів.
За віковим діапазоном населення розподілялося таким чином: 23,4 % — особи молодші 18 років, 62,2 % — особи у віці 18—64 років, 14,4 % — особи у віці 65 років та старші. Медіана віку мешканця становила 39,6 року. На 100 осіб жіночої статі у селищі припадало 107,2 чоловіків;  на 100 жінок у віці від 18 років та старших — 97,3 чоловіків також старших 18 років.
Середній дохід на одне домашнє господарство  становив 62 165 доларів США (медіана — 57 143), а середній дохід на одну сім'ю — 75 361 долар (медіана — 68 167). Медіана доходів становила 42 750 доларів для чоловіків та 31 193 долари для жінок. За межею бідності перебувало 18,2 % осіб, у тому числі 30,6 % дітей у віці до 18 років та 10,6 % осіб у віці 65 років та старших.
Цивільне працевлаштоване населення становило 435 осіб. Основні галузі зайнятості: освіта, охорона здоров'я та соціальна допомога — 25,5 %, виробництво — 18,6 %, транспорт — 11,5 %, роздрібна торгівля — 10,6 %.